# Yamaha XV535 Virago

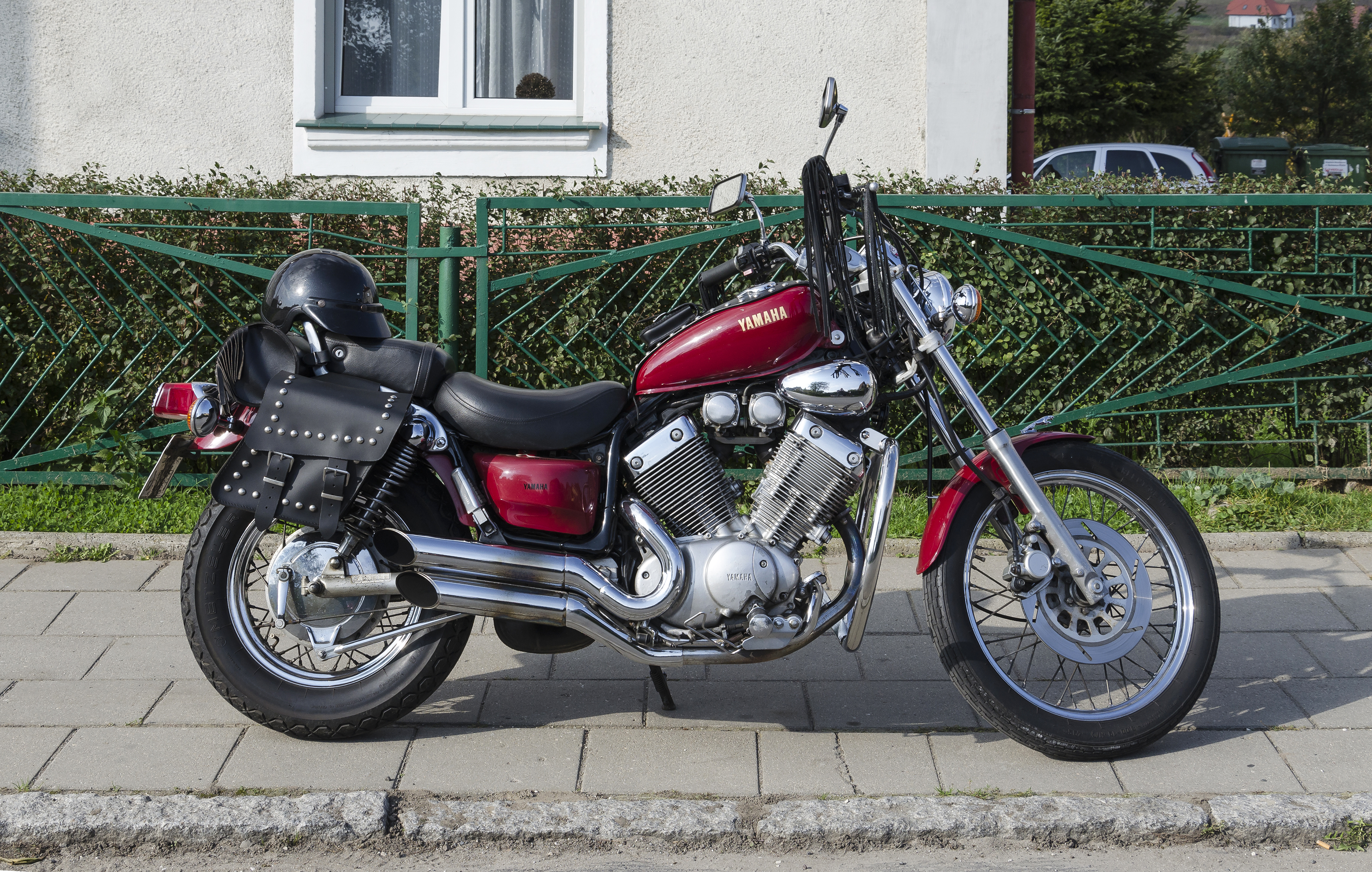
Yamaha XV535 Virago

Yamaha Virago 535 — мотоцикл, що випускався компанією Yamaha Motor Company. Це один з декількох апаратів в лінійці Virago, який позиціонується як середньорозмірний «круізер» з обсягом двигуна в 535 см³. 
Це унікальний апарат серед мотоциклів стилю «круізер», з карданним приводом замість ланцюга або ременя і V-подібним двоциліндровим двигуном такого обсягу.
Для внутрішнього японського ринку вироблялась модель 400, яка відрізняється від 535 тільки об'ємом двигуна.
Модель була замінена в 1997 рік у на «Star»-лінійку від Yamaha. V-Star 650 (відомий як DragStar в Європі) часто бачиться як успішне продовження xv535.
- Назва —  Yamaha Virago 535
- Виробник —  Yamaha
- Роки виробництва —  1987 - 2001
- Попередник —  XS 400/600
- Наступник —  XVS 400/650 DragStar
- Клас —  класик / чоппер / круізер
- Привід —  кардан
- Двигун —  V-twin 535 см ³, 44 к.с. (33 кВ) на 7500 об. / Хв.
- Колісна база —  1,520 мм
- Довжина —  2,189 мм
- Ширина —  813 мм
- Висота —  1,150 мм (сидіння 716 мм)
- Кліренс —  165 мм
- Маса —  182 кг
- Обсяг бака —  8,6 л (87 ... 88 рік) 13,5 л (починаючи з 89 року)
- Схожі —  Shadow 600

Спочатку (у 1987-1988 роках) Віраго («чоловікоподібна жінка») комплектувалася одним бензобаком об'ємом 8,6 л, які знаходяться під сідлом. На традиційному місці був фальш-бак. Дане рішення дозволило істотно знизити центр ваги, що позитивно позначилося на стійкості і легкості управління. Згодом (на моделях з 1989 року) на місці фальш-бака з'явився бак об'ємом 4,5 л, в результаті Віраго стала з двома бензобаками. Основним баком, з якого здійснюється подача в карбюратори - той що під сидінням, паливо подається за допомогою бензонасоса (а не самопливом, як у більшості мотоциклів).
Слід зазначити, що незважаючи на своє оформлення в стилі чоппер, посадка на мотоциклі ближче до класичної. Апарат керується і гальмує відчутно краще, ніж традиційні чоппери, але гірше ніж класики. Тобто Віраго по суті є проміжним класом між чоперами і класиками, завдяки чому і користувався і користуєтьсятся заслуженою популярністю.
Існували версії з іншим обсягом мотора: 125, 250, 400, 500, 700, 750, 920, 1000, 1100. На перші дві були продані ліцензії на виробництво в Китаї, де отримали масове виробництво, а згодом навіть витіснили оригінали з європейських / американських ринків.
У країнах СНД найбільшого поширення набула модель Віраго-400 з об'ємом двигуна 398 см ³. Від моделі 535 вона практично не відрізняється ні зовні, ні по конструкції. Відмінність полягає в деталях циліндро-поршневої групи.
На даний момент клон Віраго-400 під маркою «Ліфан» виробляється на  ЗИД.
Змінила Віраго модель ДрагСтар, є вже повноцінним круїзерів з сильно винесеними підніжками, бензобак знаходився під сидінням прибраний, дизайн був кардинально змінений. По суті, ямаха початку-таки випуск повноцінного круїзер, але втратила нишової моделі.